# Ratusz Żydowski w Pradze
Ratusz Żydowski w Pradze (cz. Židovská radnice) – rokokowy budynek znajdujący się w Pradze w dzielnicy Josefov na rogu ulic Maiselovej i Červenéj.

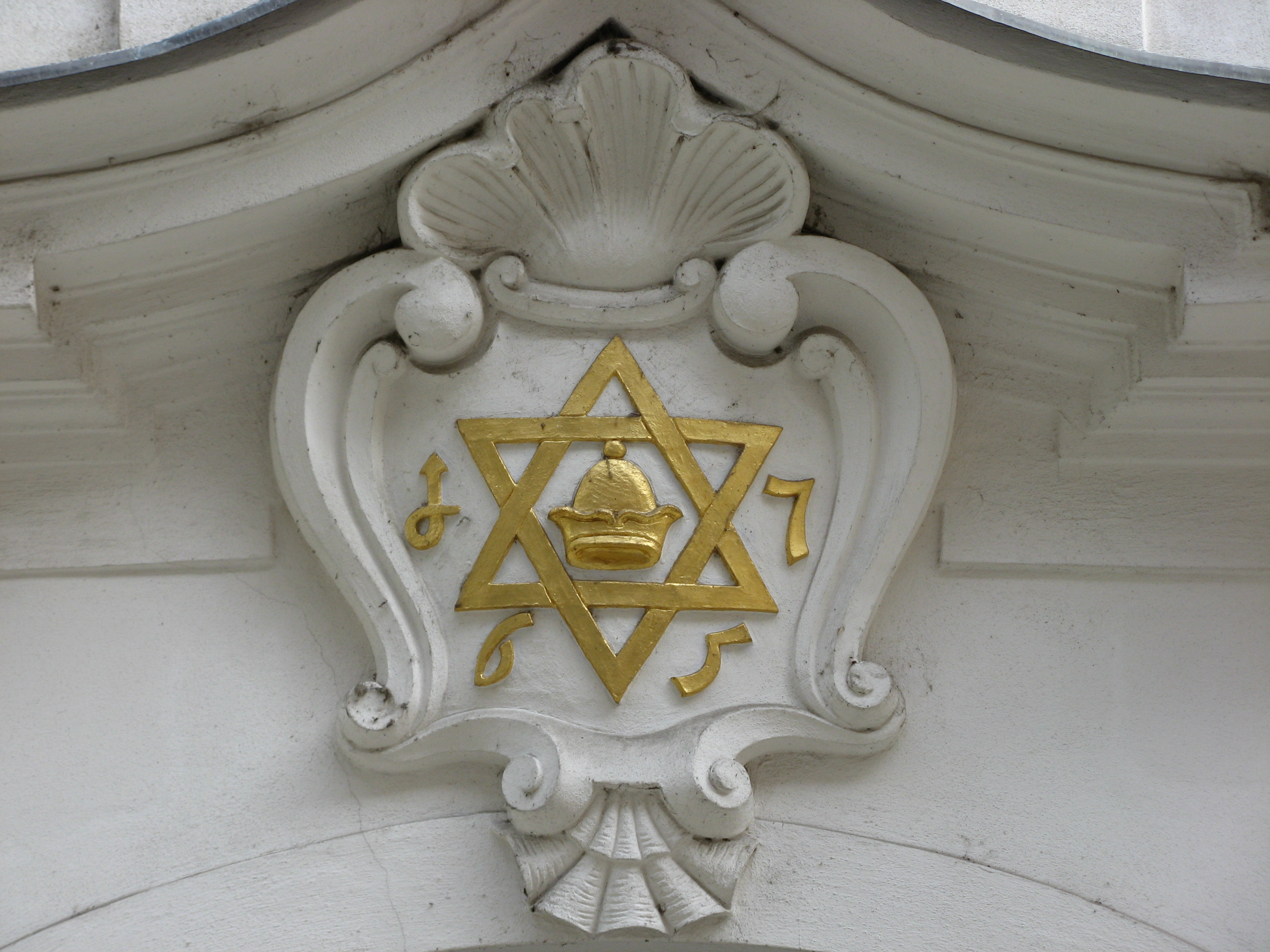
Herb gminy na elewacji budynku

Pierwotnie został zaprojektowany przez Pankratiusa Rodera w 1586 na zlecenie burmistrza Mordechaja Maisla. W 1754 budynek spłonął. Odbudowano go według planów Josefa Schlesingera w 1765.
Ratusz, o biało-różowych elewacjach, ma drewnianą wieżę zegarową. Na wieży został umiejscowiony, obok czterech klasycznych zegarów z rzymskimi cyframi, oryginalny zegar z cyframi hebrajskimi, którego wskazówki poruszają się w kierunku przeciwnym do ruchu wskazówek zegara. Wieża została zbudowana za pozwoleniem cesarza Leopolda II, w dowód wdzięczności za udział Żydów w obronie praskich posiadłości przed Szwedami.
Nad głównym wejściem do obiektu oraz na wieży zegarowej widnieje herb praskiej gminy żydowskiej: gwiazda Dawida z charakterystycznym, żydowskim kapeluszem.
Obecnie w ratuszu mieszczą się różne żydowskie instytucje, m.in. wydawnictwo, biblioteka, koszerna restauracja. Jest miejscem różnych imprez i festiwali organizowanych przez gminę żydowską.